# Žádovice
Žádovice jsou obec v okrese Hodonín v Jihomoravském kraji. Leží pět kilometrů východně od Kyjova, po obou stranách potoka Hruškovice, na úpatí pohoří Chřiby. Dlouholetou tradici má v obci ovocnářství a vinařství. Současná celková výměra vinic je 20 ha, největší viniční tratí je Fěruňk. Žije zde 731 obyvatel. Od roku 2000 je členem mikroregionu Podchřibí.

## Historie
První písemná zmínka o obci v českém jazyce pochází z roku 1131, kdy se uvádí jako majetek spytihněvského kostela.

## Obyvatelstvo
Při sčítání lidu v roce 2001 se 79,3 % obyvatel přihlásilo k české národnosti a 16,9 % k moravské. 54,7 % se hlásilo k Římskokatolické církvi, 24,5 % bylo bez vyznání a 19,1 % obyvatel vyznání neuvedlo. Průměrný věk byl 39,5 let.
| Rok            | 1869 | 1880 | 1890 | 1900 | 1910 | 1921 | 1930 | 1950 | 1961 | 1970 | 1980 | 1991 | 2001 | 2011 | 2021 |
| -------------- | ---- | ---- | ---- | ---- | ---- | ---- | ---- | ---- | ---- | ---- | ---- | ---- | ---- | ---- | ---- |
| Počet obyvatel | 666  | 821  | 820  | 846  | 990  | 994  | 944  | 824  | 999  | 888  | 863  | 818  | 773  | 742  | 702  |
| Počet domů     | 127  | 155  | 159  | 160  | 179  | 189  | 218  | 213  | 223  | 223  | 224  | 236  | 240  | 248  | 259  |

## Obecní správa a politika

### Obecní symboly
Znak a vlajka byly obci uděleny rozhodnutím předsedy Poslanecké sněmovny Parlamentu České republiky dne 19. května 1998.

### Politika
Zastupitelstvo obce má 9 členů. Voleb do zastupitelstva v říjnu 2010 se účastnilo 435 (tj. 68,44 %) voličů. Ve volbách zvítězilo místní uskupení Sdružení nestraníků, které získalo 35,68 % hlasů a 3 mandáty v zastupitelstvu, dále Sdružení nezávislých kandidátů č. 2 (34,21 %, 3 mandáty) a Sdružení nezávislých kandidátů č. 1 (30,11 %, 3 mandáty). Starostou byl zvolen Bronislav Seďa a místostarostou Mgr. Ludvík Demel. Při ustavujícím zasedání zastupitelstva v listopadu 2014 byl Bronislav Seďa do této funkce zvolen opětovně.

## Doprava
- Žádovicemi prochází autobusová linka č. 666 z Kyjova do Osvětiman.
- Obcí prochází silnice II/422 a III/4228 do Žeravic.

## Pamětihodnosti
- Kostel svatého Jana Nepomuckého. Základní kámen posvětil papež Jan Pavel II. během své návštěvy na Velehradě 22. dubna 1990. Stavbu navrhl architekt Tomáš Černoušek. Vysvěcen byl 6. července 1996.
- Pomník obětem světových válek z roku 1924

## Fotogalerie

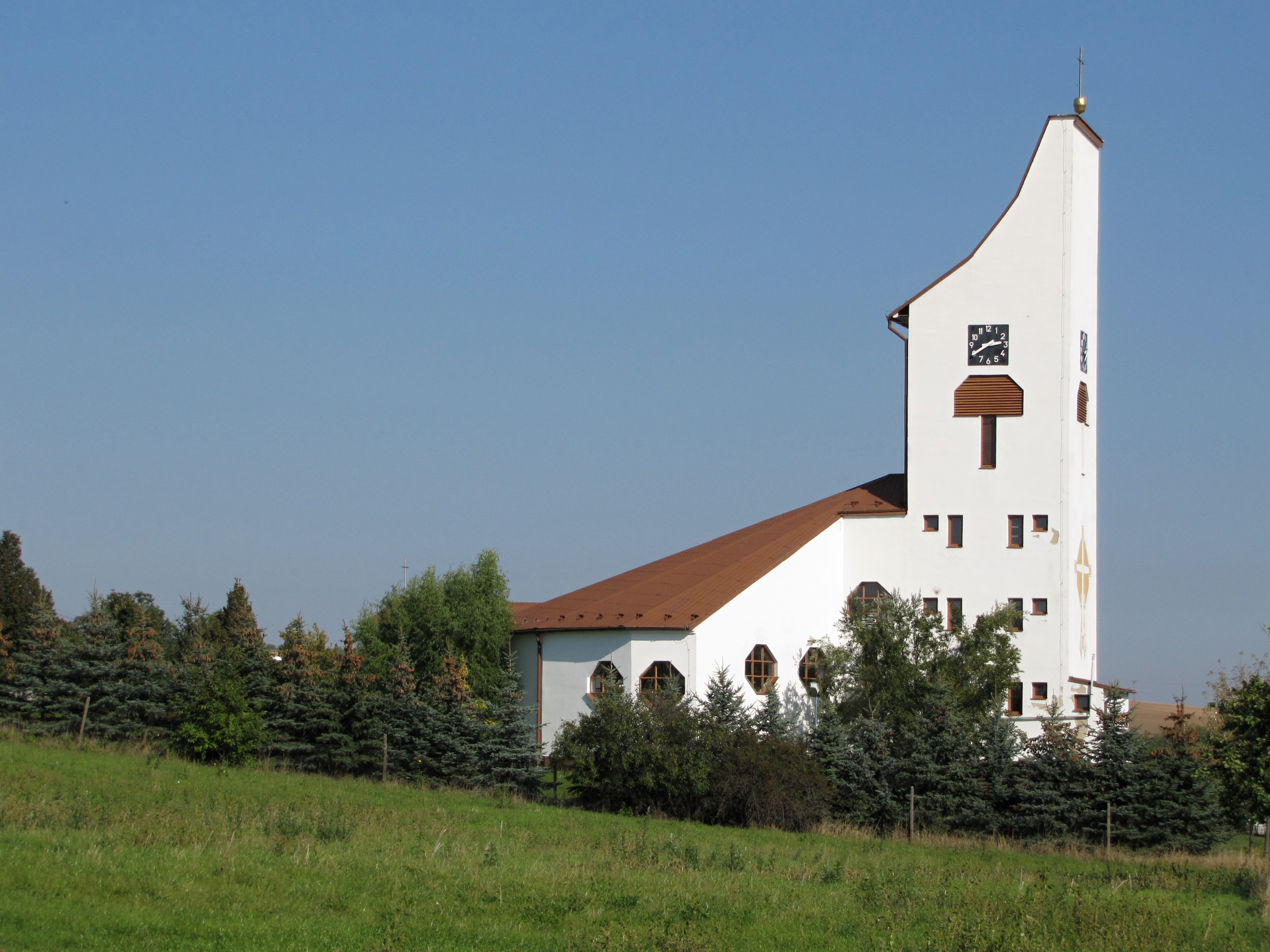
Kostel sv. Jana Nepomuckého
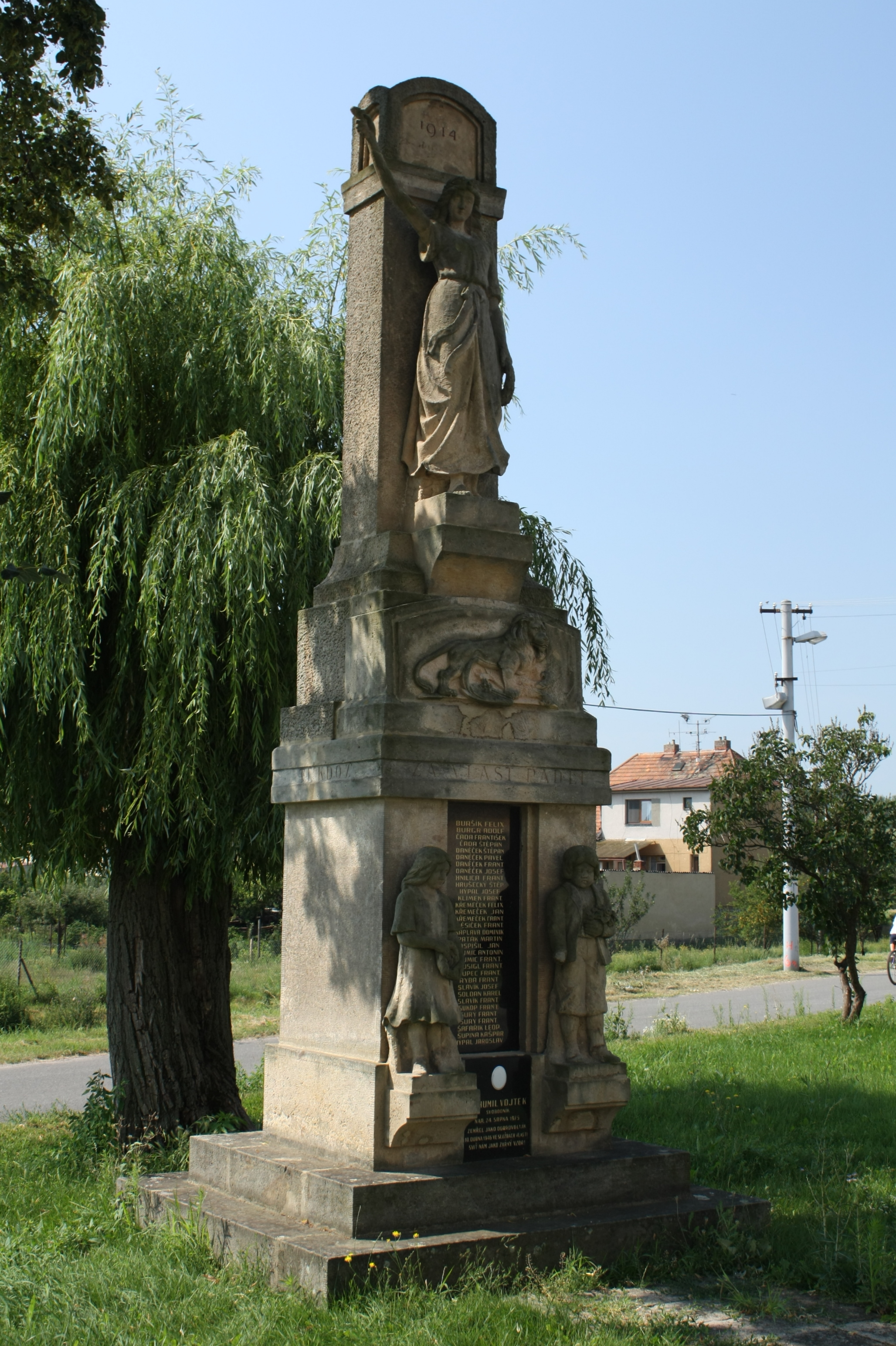
Pomník padlým
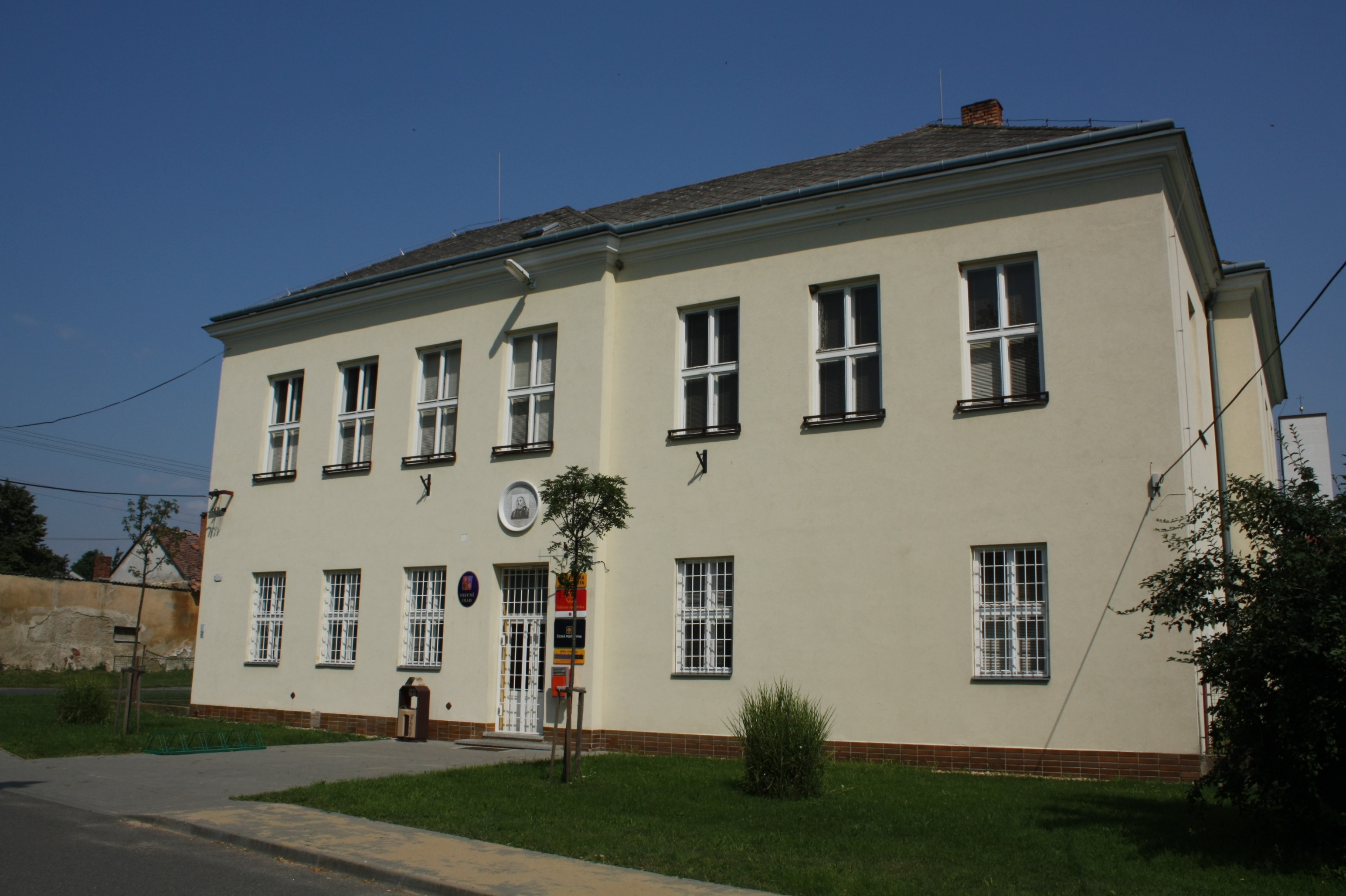
Obecní úřad
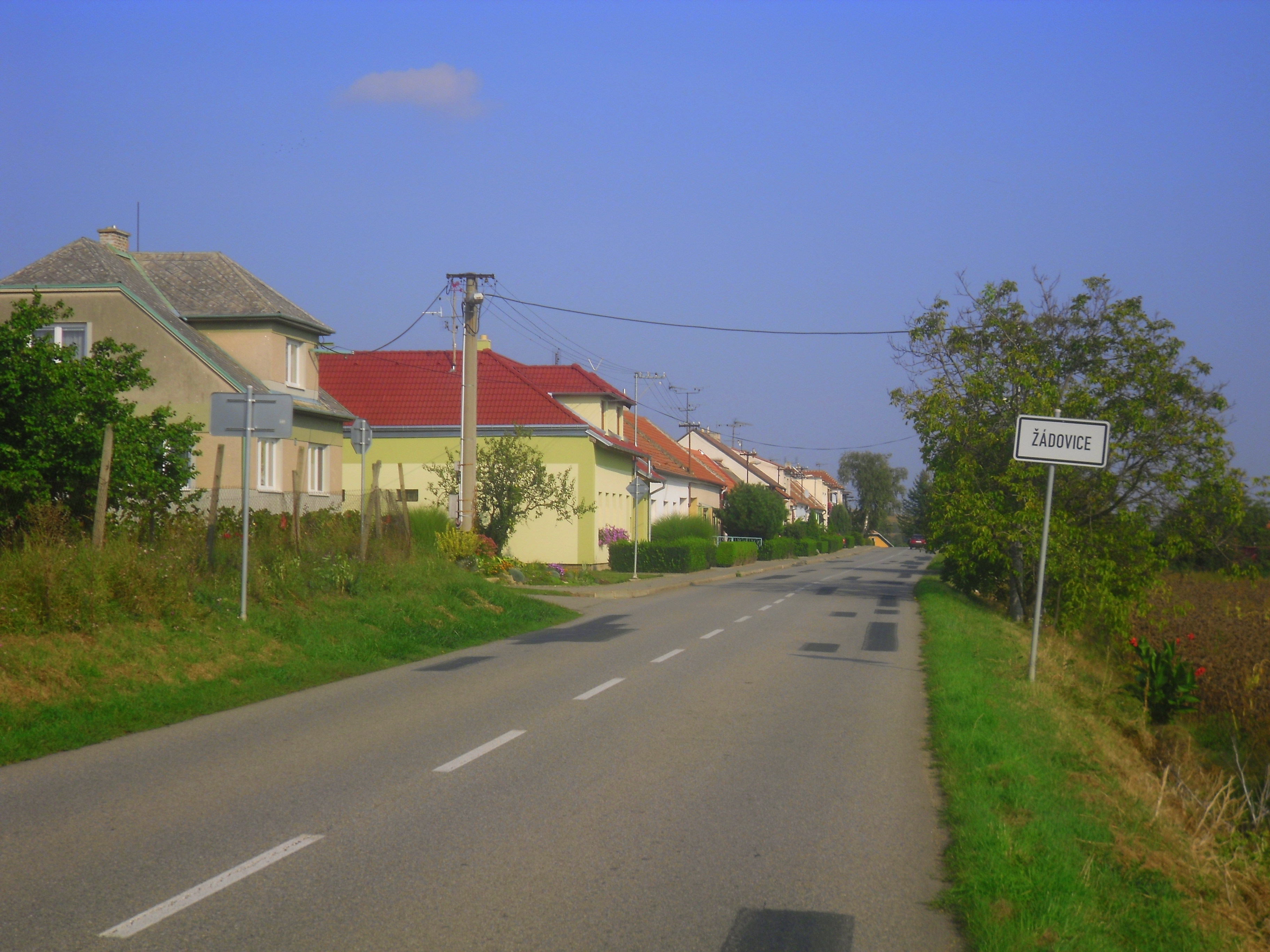
Ulice